# Bánki Szilárd
Bánki Szilárd (Budapest, 1943. július 3. – 2021. június 27.) magyar film- és tv-rendező.

## Életpályája
1961–1965 között a Berzsenyi Dániel Tanárképző Főiskola népművelés-könyvtár szakos hallgatója volt. 1965–1966-ban a Magyar Televízió rendezőasszisztense volt. 1966–1967-ben a Mafilm rendezőasszisztenseként dolgozott. 1967–1969 között a moszkvai Filmművészeti Főiskola hallgatója volt. 1969–1973 között a Színház- és Filmművészeti Főiskola film- és televíziórendező szakán tanult. 
1973–1992 között a Mafilm rendezője volt. 1974–1989 között a Törődjön többet egészségével című sorozat rendezőjeként dolgozott. 1980–1989 között az Országos Alkohológiai Intézet videóstúdiójának alapító vezetője volt.
1989 óta a kiskunfélegyházi városi tv művészeti vezetője, a szombathelyi városi tv alapító művészeti vezetője, a hatvani tv alapító művészeti vezetője, a kiskunfélegyházi Sirius Rádió műsorvezetője.

## Filmjei
- Alfa Rómeó és Júlia (1968)
- Emberek vagyunk… (197?) - vizsgafilm, operatőr: Fehér György
- A halál után 5 perccel (1973)
- Törődjön többet egészségével (1974-1989)
- Pánik (1975)
- Együtt az életért (1976)
- Ember a tűzben (1976)
- Feljelentem önmagam (1979)
- A piros füzet (1985)
- Az áldozat ára (1985)
- Állj mellém egyedül vagyok (1987)
- Gyilkos révületben (1992)

## Díjai, elismerései
- Bugát Pál-emlékérem (1975)
- a monte-carlói fesztivál legjobb dokumentumfilm díja (1979)